# Nocturne (film 2020)
Nocturne è un film del 2020 diretto da Zu Quirke. Pellicola drammatica ed horror sceneggiata dalla stessa regista, alla sua opera prima. Il film è stato prodotto dalla Blumhouse Television, divisione della Blumhouse Productions di Jason Blum.

## Trama
Juliet e Vivian sono due gemelle di quasi 18 anni che frequentano entrambe un importante collegio in cui studiano per diventare due grandi pianiste. Vivian è riuscita ad ottenere un posto in un'importantissima accademia, mentre Juliet ha fallito in questo e ne prova dunque una grande invidia. Come se non bastasse, Vivian è fidanzata con un ragazzo di cui anche Juliet è invaghita ed ha molti più amici di lei, che proprio per concentrarsi sulla musica non ha mai avuto una vita sociale normale. Juliet è anche solita assumere psicofarmaci.
In seguito al suicidio della più talentuosa musicista del collegio, entrambe partecipano ad un'audizione per il ruolo da solista nel concerto di fine anno, con lo scopo di sostituirla. Per un caso fortuito, Juliet trova il quaderno di appunti della ragazza morta, contenente disegni e uno spartito: dopo aver iniziato a studiare da questi appunti, nella stessa stanza in cui poche settimane prima la ragazza si è suicidata, suona proprio lo spartito che trova all'interno del quaderno misterioso: si tratta del Trillo del Diavolo, brano di Giuseppe Tartini, dietro il quale si nasconde un'inquietante leggenda esoterica.
In seguito Juliet decide di cambiare brano per le audizioni e sceglie un brano di Saint-Saëns, il medesimo preparato dalla sorella. L'insegnante di Juliet è contrario a questa scelta, tuttavia lei porta avanti la sua idea comunque. Nel giorno della performance, Juliet ha inaspettatamente le mestruazioni: ciononostante la performance va ottimamente. Mentre suona, la ragazza ha una visione onirica: scoprirà soltanto dopo di essere svenuta ma di aver comunque suonato molto bene; sua sorella, che nel frattempo ha comunque vinto, è furiosa con lei. Il giorno dopo, Juliet ha un acceso diverbio con il suo insegnante: questi la schiaffeggia, e così viene sospeso, dandole dunque la possibilità di lavorare con lo stesso insegnante di sua sorella.
Nel frattempo la sorella si vendica del torto subito con uno scherzo, esasperando l'invidia di Juliet nei suoi confronti: la ragazza continua dunque ad esercitarsi a più non posso, mentre il suo insegnante la stimola in maniera ambigua e il quaderno della defunta sembra continuare ad inviarle visioni e strani messaggi attraverso alcuni disegni delle sue pagine. Il giorno dopo, Juliet partecipa ad una festa insieme a molti altri ragazzi: ubriaca, viene soccorsa proprio dal fidanzato di Vivian, il tutto dopo aver assistito ad una conversazione telefonica fra Vivian ed un suo amante. Quando Vivian li sorprende insieme i tre hanno un diverbio: Juliet e Vivian corrono in una grotta, e mentre Juliet ha una nuova visione, Vivian precipita da una rupe.
A causa di questo incidente, Vivian non può più suonare e viene sostituita proprio da Juliet per il concerto di fine anno: come se non bastasse quest'ultima rivela al fidanzato della sorella del tradimento, e riesce in questo modo a farli lasciare e ad avere un rapporto sessuale con lui. Le due ragazze hanno un confronto verbale, e Vivian assicura a Juliet che da quel momento non le avrebbe più spianato la strada come aveva fatto in passato. Nel giorno del diciottesimo compleanno delle due sorelle, i loro genitori le invitano a cena insieme all'insegnante comune, che affronta con la loro madre un discorso relativo alla decrescente popolarità della musica classica e al Trillo del Diavolo. Vivian ha un raptus, getta dell'acqua addosso all'insegnante e fugge. L'uomo accompagna successivamente Juliet a casa sua: la ragazza, resasi conto che l'insegnante era proprio l'amante di sua sorella, tenta un approccio ma fallisce. I due hanno allora un acceso diverbio: lui le fa intendere che lei non sarebbe mai riuscita a raggiungere il successo, lei gli getta nel fuoco l'unico trofeo che lui abbia mai vinto nella sua carriera da musicista.
In un primo momento Juliet è dispiaciuta per quanto accaduto, ma una volta tornata a casa cade di nuovo sotto l'influsso del quaderno, inizia a disegnare, come ispirata da una forza sovrannaturale, scoprendo la pagina mancante. Quando arriva la serata del concerto, Juliet e Vivian hanno un ultimo diverbio: Vivian vorrebbe solo chiarire e capire perché le sta buttando addosso così tanto odio dopo un'infanzia felice vissuta insieme, ma la ragazza reagisce con stizza e con aria di superiorità, portando infine Vivian a risponderle in maniera esasperata ed a mostrarle la realtà dei fatti. Ciononostante, quando Juliet sale sul palco, sua sorella è comunque nel pubblico ad applaudirla. La musicista ha tuttavia un attacco di panico e, come accadde già quando era bambina, fugge via. In questo momento, la ragazza ha la sua ultima visione: lei crede di aver appena messo a segno una performance egregia, ma in realtà è salita sul tetto dell'edificio e si è gettata nel vuoto.

## Produzione
Il film è stato annunciato per la prima volta nel settembre 2019, mentre il cast definitivo è stato annunciato soltanto nell'ottobre 2020, pochi giorni prima della sua pubblicazione.

## Distribuzione
Il film è stato distribuito direttamente sulla piattaforma Amazon Prime Video a partire dal 13 ottobre 2020.

## Accoglienza
Sulla piattaforma Rotten Tomatoes, il film ha ottenuto il 61% degli apprezzamenti dalla critica ed un punteggio di 6,2 su 10 sulla base di 54 recensioni. Su Metacritic ha ottenuto invece un voto di 58 su 100 sulla base di 11 recensioni.